# Chammliberg
Le Chammliberg est un sommet du massif des Alpes glaronaises à 3 215 m d'altitude, dans le canton d'Uri en Suisse.
Le sommet se trouve dans un chaînon montagneux au nord-ouest du Tödi entre le Schärhorn et le Clariden.
La face nord-est est constituée d'une paroi de 800 m, la face sud est recouverte par le glacier Hüfi (en). En face, de l'autre côté du glacier, se trouve le refuge de Planura (2 947 m).

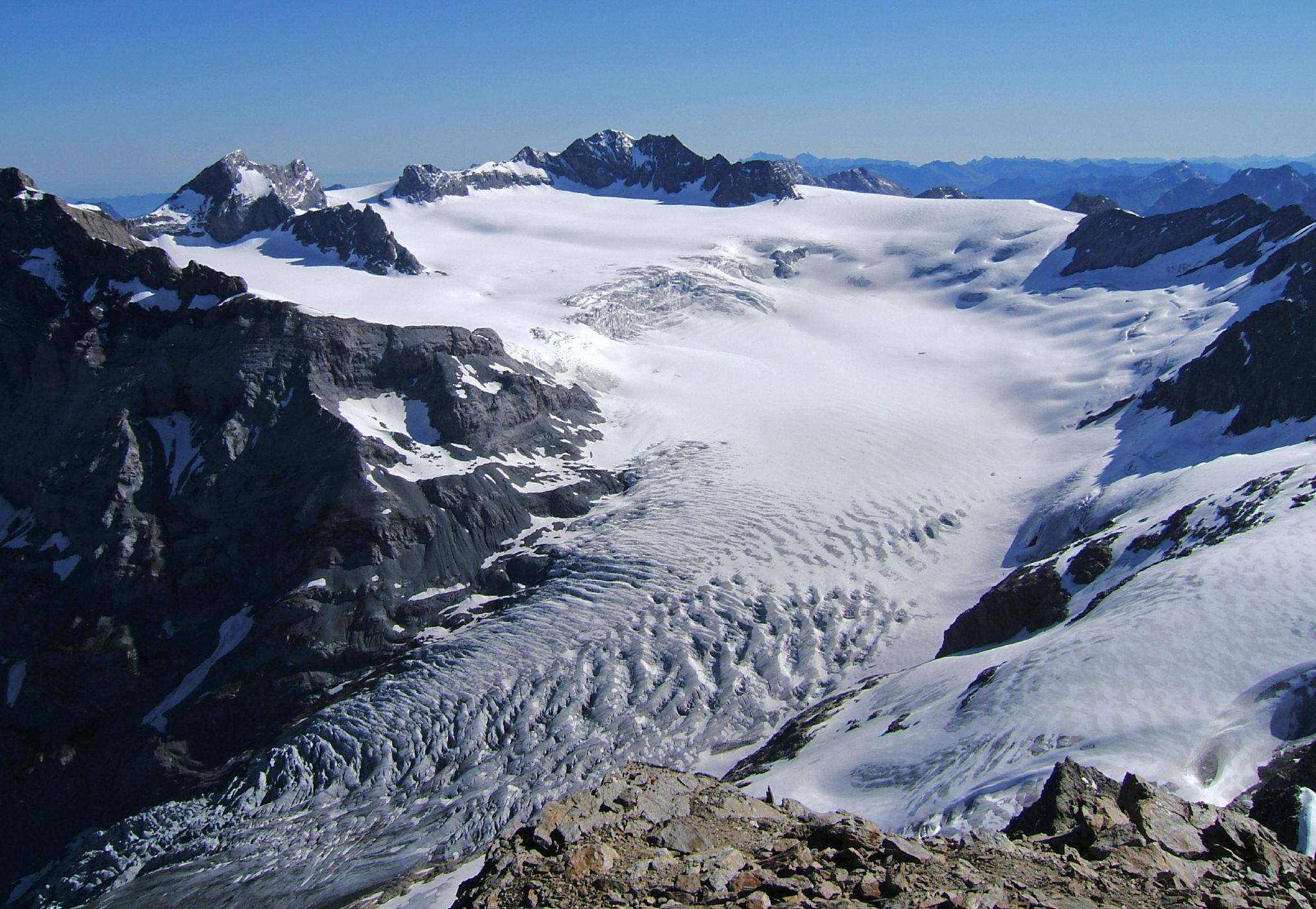
Vue du glacier Hüfi, au fond le Clariden (au centre) et le Chammliberg (à gauche).